# HD 27505
HD 27505，又名BD+08 672，SAO 111759、HR 1361，是一颗恒星，视星等为6.53，位于銀經184.81，銀緯-27.62，其B1900.0坐标为赤經4h 15m 22s，赤緯+8° -27.62′ 6″。